# Чеджа
Чѐджа (на италиански: Ceggia; на венециански: Zéja, Цея) е градче и община в Северна Италия, провинция Венеция, регион Венето. Разположено е на 3 m надморска височина. Населението на общината е 6223 души (към 2014 г.).